# Mack Trucks
Mack Trucks es una empresa de fabricación de camiones estadounidense, si bien pertenece en la actualidad a la sueca AB Volvo, tras la compra que esta hizo a la francesa Renault en 1990. La sede de la compañía está en Greensboro, Carolina del Norte, tras trasladarse en 2009 desde Allentown (Pensilvania).

## Inicios
La compañía fue fundada en 1900 por John M. Mack y sus hermanos Augustus y William, reconvirtiendo la industria que tenían de fabricación de carruajes (comprada con el nombre de Fallesen & Berry y para la que John había trabajado), la llamaron The Mack bus. Dos años después, en 1902, se establecen en Nueva York, con el nombre de Compañía hermanos Mack (Mack Brothers
Company) hasta su traslado en 1905 a Allentown, donde seguirían hasta 2009.
Entre 1904 y 1910, los vehículos de los Mack llevaron el nombre de Manhattan, hasta que en ese año pasaron al definitivo Mack Trucks, aunque en sus inicios motorizaron todo tipo de vehículos y también fabricaron vehículos para el ferrocarril. Además en estos años se unieron a la compañía dos hermanos más, Joseph y Charles.

## Afianzamiento
En 1911, Mack Trucks, dirigida por John se alía con Saurer, fabricante de camiones y pasan a formar la International Motor Truck Company (IMTC), si bien la nueva compañía continuó fabricando y vendiendo los camiones con la marca Saurer hasta 1918 ya que el principal accionista era Saurer con el 61,5% de la compañía (del capital total, 2.6 millones de dólares, Saurer aportó 1,6 millones, mientras los hermanos Mack solo uno) y Charles P. Coleman, dueño de Saurer es el gerente. En 1912, los hermanos John y Joseph dejan la compañía.
En 1919 reciben un fuerte impulso cuando el ejército de los Estados Unidos inicia un proyecto transnacional usando sus camiones para estudiar la necesidad de un sistema nacional de autopistas.
En 1922 el nombre de la compañía pasa a ser Mack Trucks, Inc. y el bulldog se convierte en el símbolo corporativo, siendo el presidente de la compañía Alfred J. Brosseau (lo fue entre 1917 y 1936).

## Madurez
En 1938, Mack Trucks se convierte en la primera compañía de este tipo en fabricar sus propios motores diésel (Bulldog Dorado para identificarlos) para camiones pesados y, con la II Guerra Mundial, se convierte en un importante abastecedor del ejército, que necesita numerosos camiones pesados para transporte, sirviendo más de 35 000 unidades.

### Galería de imágenes

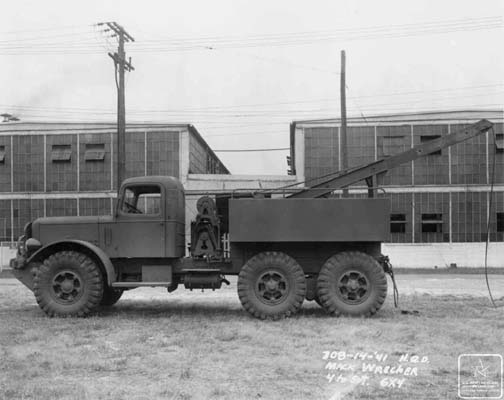
Mack-wrecker-1941
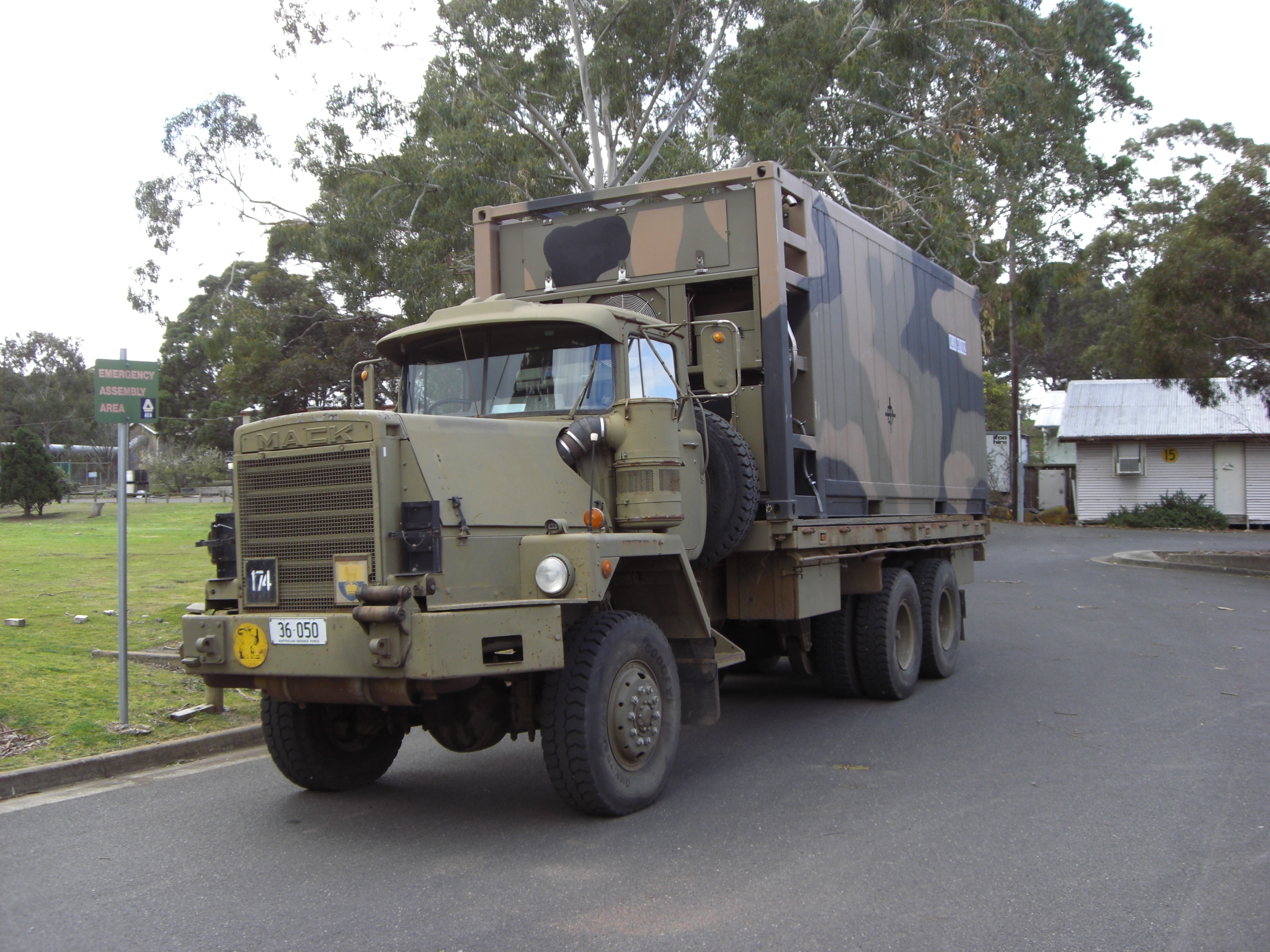
Mack ADF 20'Contenedor
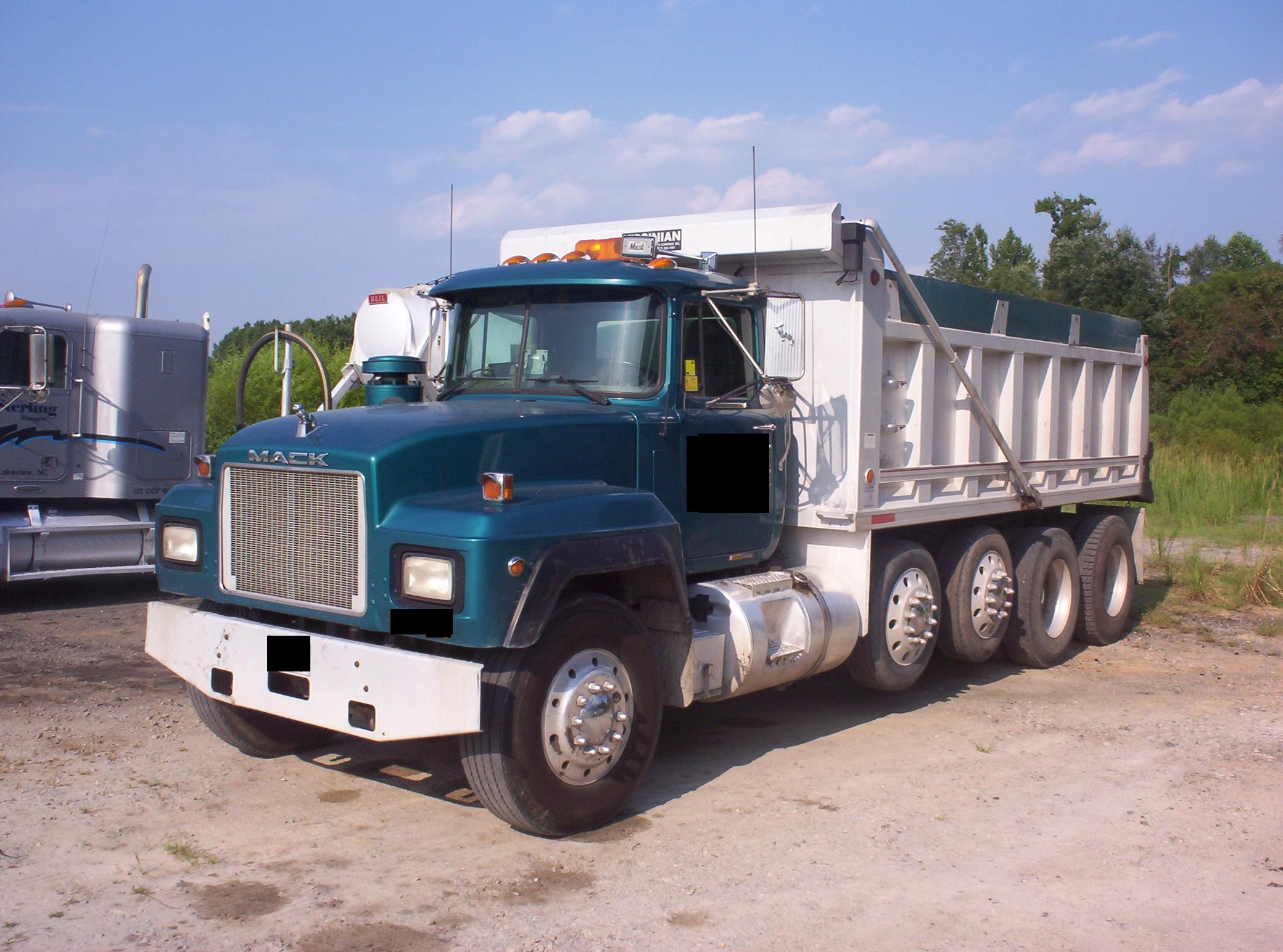
Mack rd688 1998
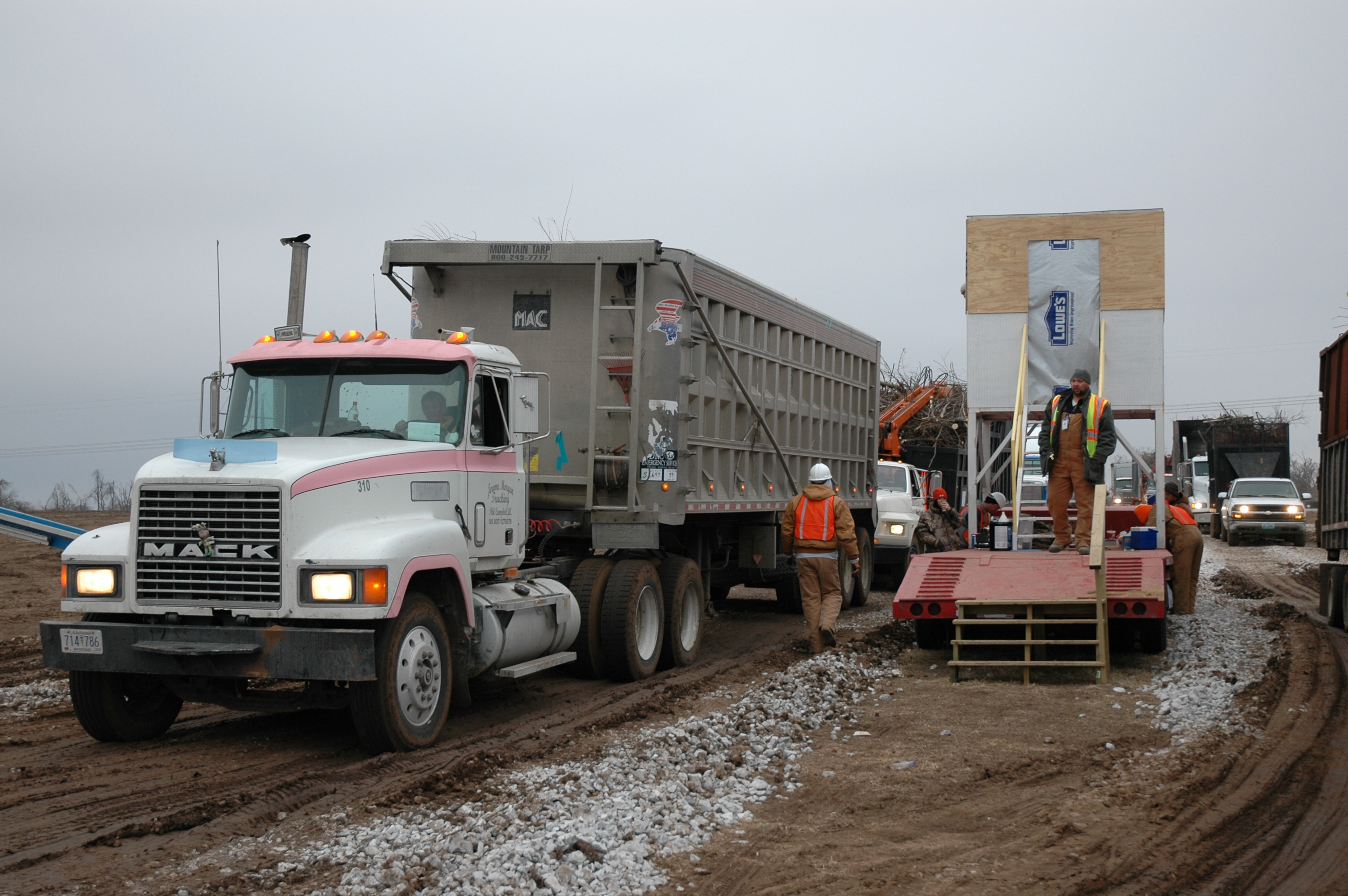
Camión Mack con caja roquera
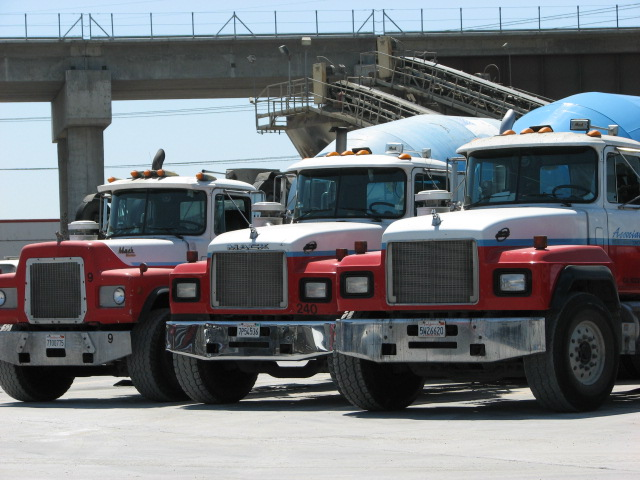
Camiones Mack ReadyMix
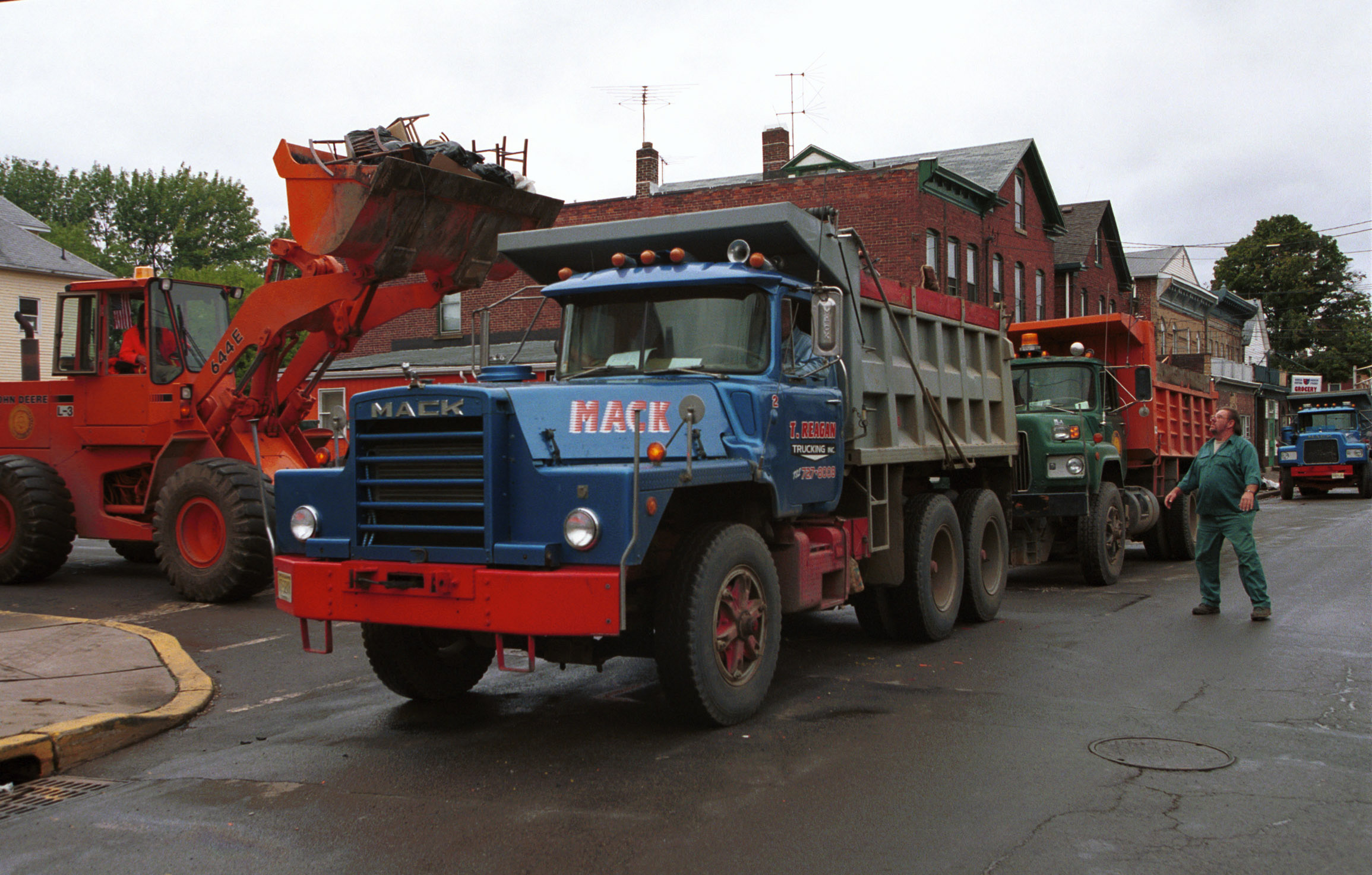
Camiones Mack en 1999
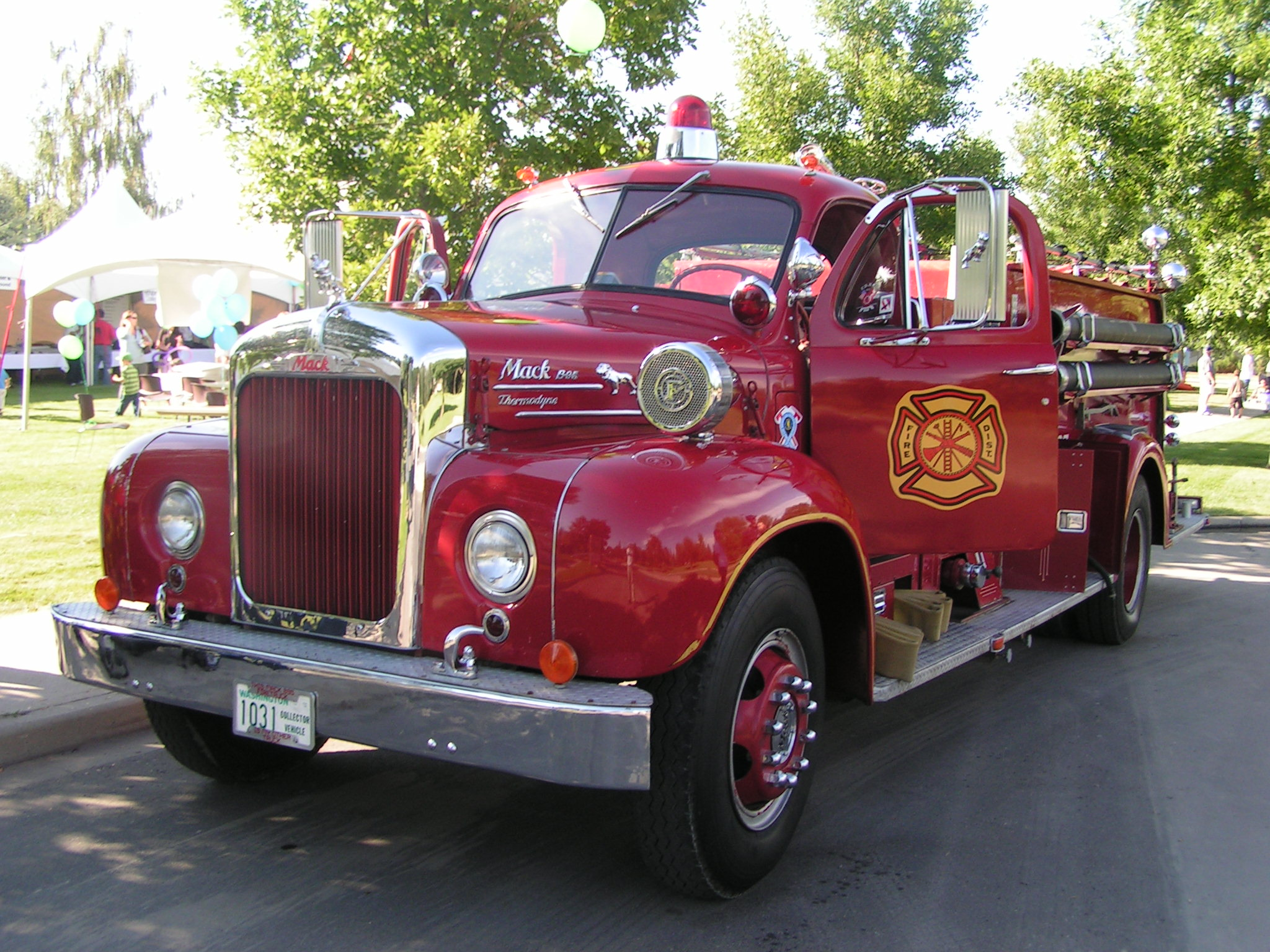
Mack B95 autobomba 1961
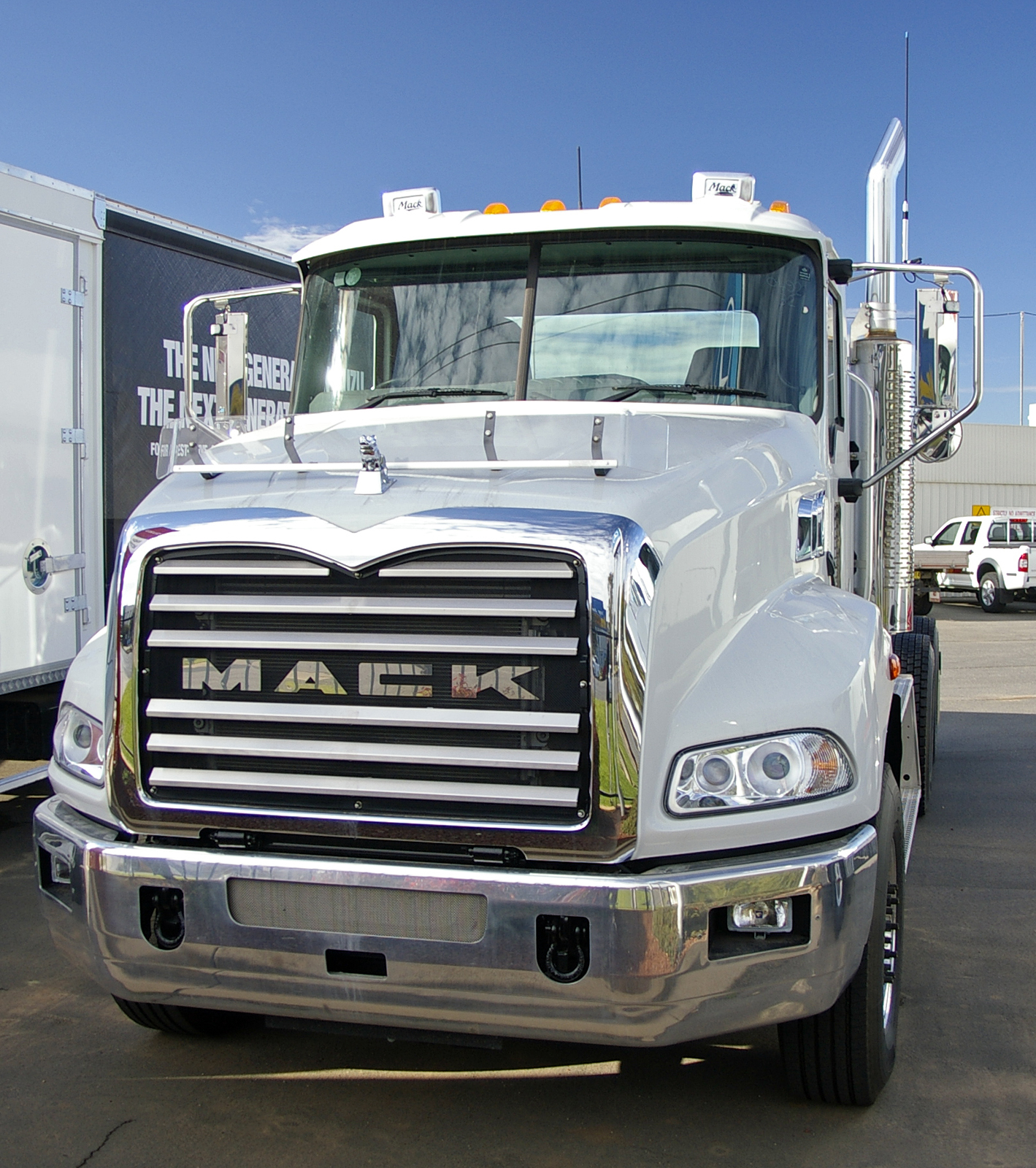
Mack Granite
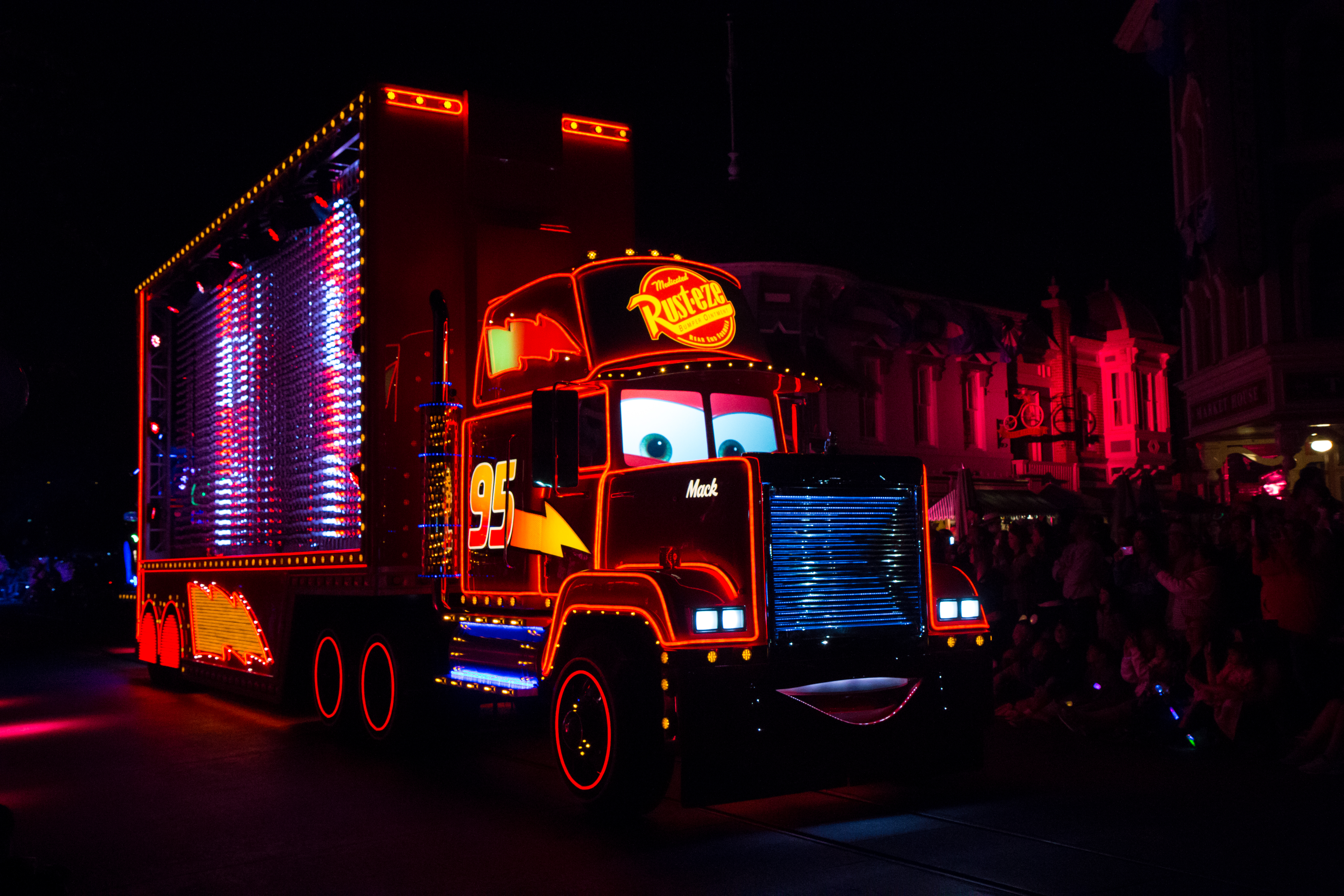
Camion Mack igual al usado en la película Cars